# Crookston, Nebraska
Crookston är en by (village) i Cherry County i Nebraska. Vid 2010 års folkräkning hade Crookston 69 invånare.